# Giuseppe Colombo (ingegnere)
Giuseppe Colombo (Milano, 18 dicembre 1836 – Milano, 16 gennaio 1921) è stato un ingegnere, imprenditore, politico e dirigente d'azienda italiano.
Ebbe un ruolo di grande importanza per la crescita dell'industria a Milano ed in Italia.

## Biografia
Nacque da una famiglia appartenente alla piccola borghesia milanese. Diplomatosi a pieni voti al Liceo di S. Alessandro di Milano, a 17 anni si iscrisse all'Università di Pavia, dove fu apprezzato allievo di Francesco Brioschi e di Giovanni Codazza.
Laureatosi a soli vent'anni, fu nominato professore presso la Società d'incoraggiamento d'arti e mestieri di Milano, dove insegnò per tutta la vita.
Patriota, combatté nel 1859 nella seconda guerra di indipendenza e nella guerra del 1866 in Trentino, come garibaldino del Corpo Volontari Italiani di Giuseppe Garibaldi.
Nel 1865 ricoprì la cattedra di meccanica e ingegneria industriale dell'Istituto tecnico superiore di Milano, la scuola di istruzione superiore che sarà poi rinominata Politecnico di Milano. Insegnerà qui fino al 1911. Tra i suoi allievi vi furono l'imprenditore nel campo della gomma Giovanni Battista Pirelli, il pioniere dell'aviazione italiana Enrico Forlanini e il suo successore alla direzione della Edison Giacinto Motta.
Fu collaboratore e poi direttore della rivista tecnica L'industriale, pubblicata dal 1871 al 1877. Per il suo amico editore Ulrico Hoepli scrisse il Manuale dell'ingegnere che, pubblicato nel marzo del 1878, divenne presto il titolo più famoso della collana dei manuali Hoepli, inaugurata nel 1871, e, dopo numerose riedizioni aggiornate ed ampliate, tuttora pubblicato.
Imprenditore lungimirante, dette una forte spinta alla nascita dell'industria elettrica italiana. Nel 1881, alla Mostra internazionale dell'elettricità di Parigi, aveva trattato con la società fondata da Thomas Edison per ottenere l'esclusiva del sistema Edison in Italia.
Si recò nel 1882 da Thomas Edison e partecipò all'inaugurazione della prima centrale elettrica al mondo, che la Edison Illuminating Company stava costruendo a New York, nel distretto di Manhattan, in Pearl Street, e definì con l'inventore e imprenditore statunitense il progetto di una centrale elettrica da costruire a Milano.
Sotto guida energica ed intelligente di Colombo, il 28 giugno 1883 a Milano, nella centrale Via Santa Radegonda, posta a fianco del Duomo, in una palazzina costruita sul sito di un ex teatro, poté essere inaugurata la prima centrale elettrica dell'Europa continentale. Tale fatto è ancora ricordato da una targa commemorativa. Da lì a poco la prova d'illuminazione fu estesa anche al Teatro alla Scala, fino a quel momento illuminato a gas (coi conseguenti problemi di aria maleodorante degli ambienti chiusi ed il costante pericolo di incendi).
Nel 1886 fu eletto deputato del Regno d'Italia, dopo un'esperienza nel Consiglio comunale di Milano.
Nel 1891 fu Ministro delle finanze nel Governo di Rudinì I per poco più di un anno. Si dimise per coerenza: non voleva venir meno alla promessa fatta ai suoi elettori di non applicare nuove tasse. Naturalmente sapeva che questa sua scelta avrebbe potuto indirettamente favorire il ritorno al governo dei suoi avversari politici.
Nel 1896 divenne Ministro del tesoro nel Governo di Rudinì II.
Nel 1896 divenne presidente della società elettrica Edison, che in quegli anni stava portando avanti lo sviluppo del sistema elettrico lombardo.
Nel 1897 divenne rettore del Politecnico di Milano. Mantenne questo incarico fino al 1921, anno della sua morte.
Sempre nel 1897 fu nominato presidente del CIAM - Collegio degli Ingegneri e degli Architetti di Milano.
Dal 1899 al 1900 fu presidente della Camera dei deputati. L'11 novembre 1900 fu nominato Senatore del Regno d'Italia, sotto il governo Saracco.
Dal 18 aprile 1901 entrò a far parte del consiglio di amministrazione della neocostituita Società Anonima Meccanica Lombarda, con sede sociale a Milano, stabilimento in Monza e deposito a Napoli, che un decennio dopo avrà la licenza di costruire gli aeroplani modello "Aviatik".
Nel 1909 fu eletto presidente del Credito Italiano.
Morì nel 1921 e venne sepolto al Cimitero monumentale di Milano.
Fu contrario alle avventure coloniali italiane della fine del diciannovesimo secolo: riteneva che la priorità dovesse essere data allo sviluppo dell'apparato industriale italiano.
Al contrario, fu favorevole all'intervento dell'Italia nella prima guerra mondiale, perché credeva fosse un'opportunità per la più matura economia italiana per mettersi al servizio degli interessi del Paese e svilupparsi ulteriormente.